# مجموعة بانيني
بانيني (بالإيطالية: Panini)‏ هي شركة يقع مقرها في مدينة مودينا بإيطاليا، سُميت على اسم الإخوة بانيني الذين أسسوها سنة 1961. تنتج الشركة الكتب والقصص المصورة والمجلات والملصقات والبطاقات وغيرها من خلال مقتنياتها وفروع النشر.
انطلقت صفحاتها منذ نهائيات كأس العالم 1970، واستمرت لتغزو الأسواق العالمية مع تزايد إقبال عشاق كرة القدم على ملء «ألبوماتها»، وتزايد انتشارها مع البث التلفزيوني للمباريات، فلم تقتصر على حدث كأس العالم كل أربع سنوات، حيث أضحى في إمكان عشاق المستديرة اقتناء ملصقات خاصّة بالدوريات الأوروبية الكبرى وتداول صور لاعبيهم المفضّلين الذين ينشطون فيها، مما أغنى من الثقافة الكروية في المجتمعات التي أصبح فيها جمع الملصقات تقليدا وعادة، خاصّة لدى شريحة الأطفال، في إطار من التنافس حول ملء «ألبوم» الصور.

## روابط خارجية
- Corporate website
- EU website
- UK website
- Panini America
  - مجموعة بانيني  على فيسبوك.
  - PaniniAmerica على تويتر.
  - قناة مجموعة بانيني  على يوتيوب
  - The Knight's Lance، المدونة الرسمية
- Panini Comics
- Panini Digital
- Panini Licensing
- List of Panini collections